# 小坂雄太郎
小坂 雄太郎（こさか ゆうたろう、1920年3月18日 - 1990年8月21日）は、日本の経営者。信越化学工業創業者小坂順造の甥で、信越化学工業社長を務めた。勲二等瑞宝章受章。

## 経歴
長野県上水内郡柳原村（現長野市）出身。地元の地方財閥の信越化学工業創業家小坂一族に生まれる。旧制長野中学・旧制松本高校を経て、1943年に京都帝国大学工学部機械工学科を卒業。海軍技術大尉を経て、1945年に信越化学工業に入社。
取締役、常務を経て、1975年8月に専務に就任し、1983年8月に社長に昇格。
1990年8月21日、肝不全のために死去。70歳没。同日勲二等瑞宝章受章。従兄に小坂善太郎、小坂徳三郎、従弟に小坂健介（信濃毎日新聞社社長）、岳父に舞出長五郎がいる。